# Gracillin
Gracillin ist ein Glycosid, genauer ein Spirostanol-Saponin, das unter anderem in vielen Pflanzen der Gattungen Dioscorea, Paris und Costacea gefunden werden kann, so zum Beispiel in Tamus communis.
Als Aglycon fungiert das Steroid Diosgenin, an das drei Zuckerreste angelagert sind: als erster Rest eine β-D-Glucopyranose, an deren 2′-OH eine α-L-Rhamnopyranose substituiert ist und am 3′-OH eine weitere β-D-Glucopyranose.